# Bang Kwang
Bang Kwang (offiziell Zentralgefängnis Bang Kwang, Thai: เรือนจำกลางบางขวาง, RTGS: Rueancham Klang Bang Khwang) ist eine Hochsicherheits-Haftanstalt für Männer in der Provinz Nonthaburi nordnordöstlich von Bangkok, der Hauptstadt von Thailand.
Bangkwang ist auch bekannt als „Bangkok Hilton“ oder „Big Tiger“. Es gilt als eine der unangenehmsten Haftanstalten weltweit. Hier werden insbesondere Drogendealer und -besitzer in Untersuchungshaft genommen. Flächendeckend sind Webcams montiert, die den Tagesablauf der etwa 6000 Insassen dokumentieren, davon etwa 1000 zum Tode verurteilte Häftlinge. Auf die 65 derzeit in Todeszellen einsitzenden Häftlinge sind 24 Stunden täglich Kameras gerichtet. Es ist geplant, den Tagesablauf und die letzten Momente im Leben eines Gefangenen per Webcam live in die ganze Welt auszustrahlen.
Im Gefängnis kommen immer wieder Häftlinge aus ungeklärten Ursachen zu Tode. Die Botschaften der EU-Staaten stellen die Versorgung mit Vitaminen und Zusatznahrung für ihre verurteilten Staatsangehörigen sicher, damit sie am Leben bleiben. Das Gefängnis steht auf der Beobachtungsliste von Amnesty International.

## Bekannte Gefangene
- Alain Olivier, ein kanadischer Drogenabhängiger aus Québec, verbüßte acht Jahre in Bang Kwang, nachdem er in den 1980er-Jahren Opfer einer Undercover-Operation des Canadian Security Intelligence Service wurde.[1]